# Karabin Hanyang 88
Artykuł ten został zgłoszony do umieszczenia na stronie głównej w rubryce „Czy wiesz”.
Pomóż nam go sprawdzić: oceń zgłoszoną nominację.
Karabin Hanyang 88, znany również jako Typ 88 (chiń. 漢陽八八式步槍) i Hanyang Zao (co oznacza „wyprodukowano w Hanyangu”) – chiński karabin powtarzalny, oparty na niemieckim karabinie Gewehr 88. Został przyjęty na uzbrojenie armii przez dynastię Qing pod koniec XIX wieku i był używany przez wiele frakcji i formacji w późniejszej Republice Chińskiej, aż do zakończenia chińskiej wojny domowej. Nazwa karabinu pochodzi od Arsenału Hanyang, głównej fabryki produkującej tę broń.
Karabin miał zostać zastąpiony jako standardowa broń chińskiej piechoty nowocześniejszym karabinem Czang Kaj-szeka. Jednak produkcja nowego karabinu nigdy nie nadążyła za popytem, podczas gdy Typ 88 był nadal produkowany i stanowił podstawowe wyposażenie Narodowej Armii Rewolucyjnej podczas całej II wojny chińsko-japońskiej.

## Historia

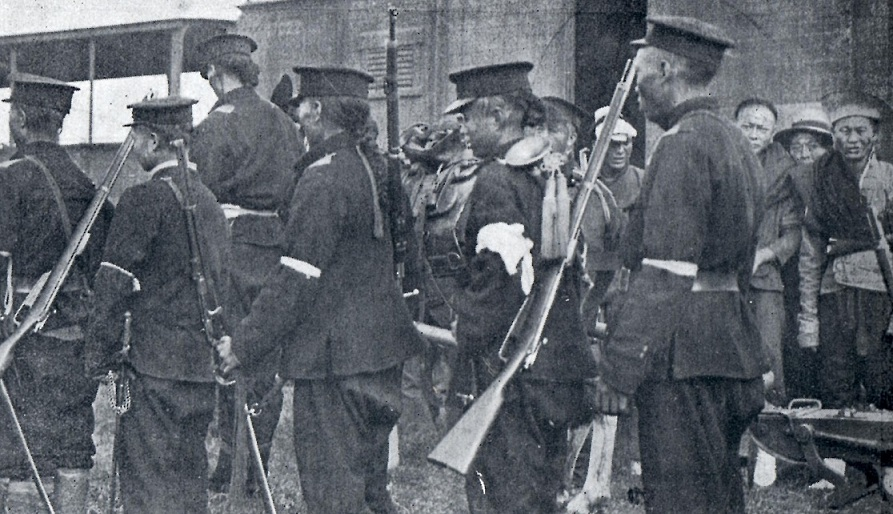
Żołnierze rewolucyjni z karabinami Hanyang 88 podczas rewolucji Xinhai, 1911

Karabin Hanyang 88 był karabinem wzorowanym bezpośrednio na niemieckim Gewehr 88 i początkowo był używany przez Nowe Armie dynastii Qing. Od rozpoczęcia produkcji w 1895 roku, Typ 88 był dwukrotnie modyfikowany w celu poprawy parametrów – w 1904 i 1930 roku. Służył jako jeden ze standardowych karabinów Narodowej Armii Rewolucyjnej od jej powstania w 1925 roku do końca lat 40. XX wieku, po zakończeniu II wojny światowej.
Siły japońskie w Chinach zdobyły dużą liczbę karabinów Hanyang 88 i przekazały je jednostkom drugoliniowym oraz kolaborującym oddziałom chińskim. Był również używany przez chińskich komunistów, którzy używali go nie tylko w tym samym okresie, ale także podczas wojny koreańskiej . Niektóre egzemplarze były podobno dostarczane Việt Minhowi i używane w I wojnie indochińskiej.
Produkcja karabinu została ostatecznie zakończona w 1944 roku, po wyprodukowaniu prawie 1,1 miliona sztuk.
Początkowo produkowany w Arsenale Hanyang, później był wytwarzany w 21 Arsenale w Chongqingu po zdobyciu Wuhanu przez wojska japońskie w 1938 roku. Dalszą produkcję wstrzymano, gdy w 1944 roku zaczęto tam produkować karabin Czang Kaj-szeka.
Egzemplarze zdobyte przez Chińską Armię Ludowo-Wyzwoleńczą były używane przez siły milicji lub jako karabiny szkoleniowe/ćwiczebne.
Po rozłamie chińsko-radzieckim Chiny ludowe dostarczały nadwyżki starych karabinów Hanyang 88 afgańskim mudżahedinom podczas wojny radziecko-afgańskiej.

## Konstrukcja
Hanyang 88 był zasadniczo kopią karabinu Gewehr 88, z kilkoma drobnymi różnicami zaczerpniętymi z karabinu Mannlicher M1904, w tym brakiem osłony lufy i zamocowaniem uchwytu na bagnet. Był to karabin powtarzalny z zamkiem czterotaktowym, a jego magazynek mieścił 5 nabojów Mauser kal. 7,92 × 57 mm. Choć do zakończenia I wojny światowej nabój ten był już przestarzały, wciąż jednak był to najliczniej używany karabin przez Chińską Narodową Armię Rewolucyjną w starciach z Japończykami podczas II wojny chińsko-japońskiej.
Broń ładowano za pomocą 5-nabojowej łódki. Po załadowaniu ostatniego naboju, ładownik wypadał z magazynka przez otwór w dolnej części karabinu. Główną zaletą tego rozwiązania była możliwość bardzo szybkiego jak na tamte czasy przeładowania. Wadą było jednak to, że przez otwór w magazynku mógł przedostawać się do środka brud, co sprawiało problemy z niezawodnością.
W 1904 roku zmieniono konstrukcję karabinu, usuwając osłonę lufy i dodając do niej więcej drewna, aby chronić dłonie przed poparzeniem. Inne zmiany obejmowały nową szczerbinkę opartą na modelu Kar98.
Hanyang 88 miał występował również w wersji karabinka, która była krótsza i lżejsza, aczkolwiek o gorszej celności i zasięgu, podobnie jak w przypadku karabinu Gewehr 1891 i jego krótszej wersji karabinkowej.

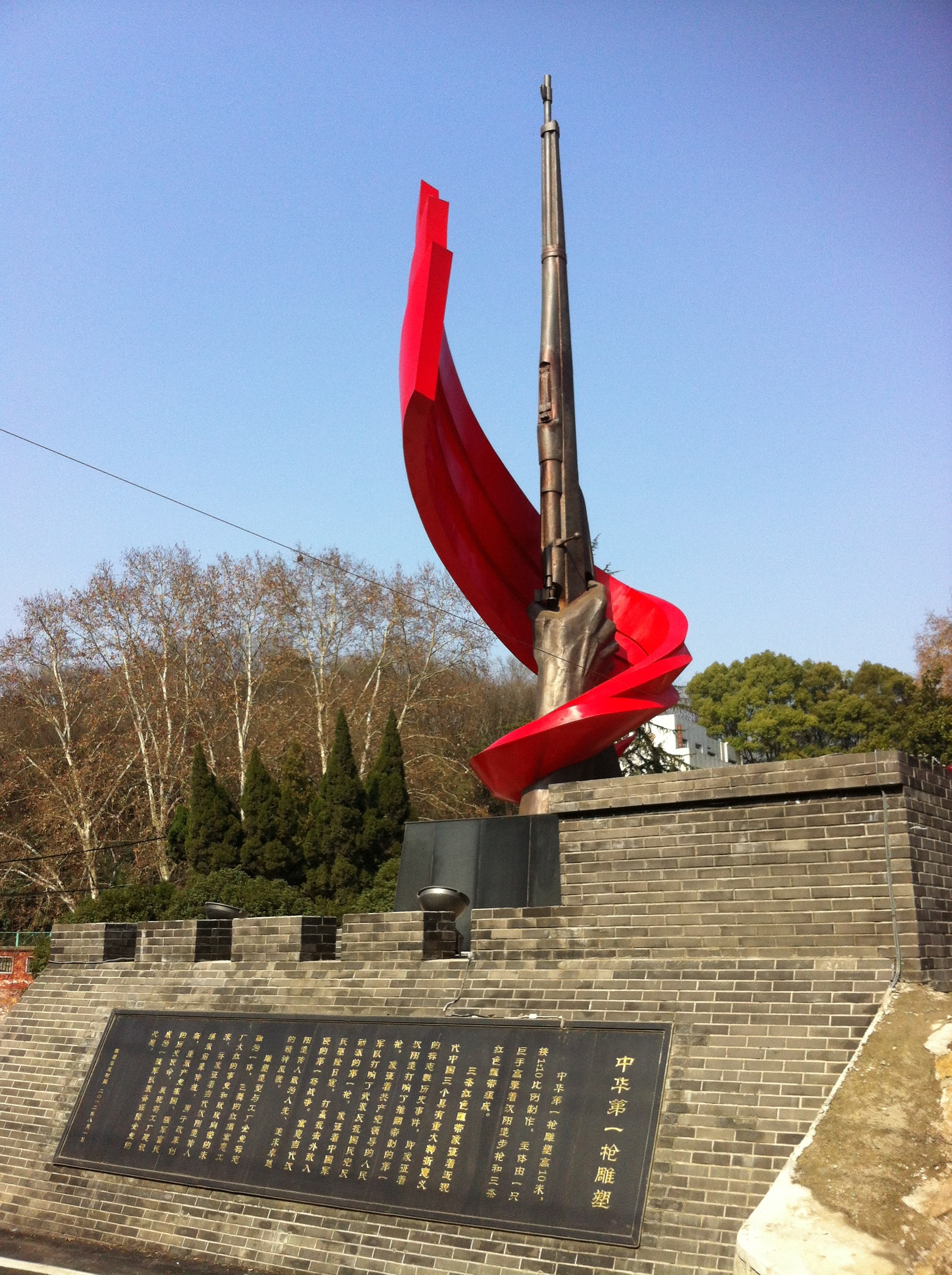
Pomnik karabinu Hanyang 88

## Użytkownicy
- Cesarstwo chińskie: Znany z użycia podczas powstania bokserów[2].
- Republika Chińska: Używany przez różnych wodzów i Narodową Armię Rewolucyjną[2][16].
- Chińska Republika Ludowa: Używany krótko przez Chińską Armię Ludowo-Wyzwoleńczą[17] .
- Japonia: Niektóre egzemplarze używane przez jednostki drugoliniowe[2].
- Zreorganizowany Narodowy Rząd Republiki Chińskiej: Niektóre egzemplarze używane przez siły chińskich kolaborantów[18][5].
- Mandżukuo: Używane przez jednostki drugoliniowe Cesarskiej Armii Mandżukuo[19].
- Wietnam Północny: Niektóre egzemplarze dostarczane potajemnie siłom Việt Minhu[7].
- Afganistan: Używany przez afgańskich mudżahedinów[11].